# Spiroplasma monobiae
Spiroplasma monobiae è una specie di batterio appartenente alla famiglia delle Spiroplasmataceae.